# 노르트강

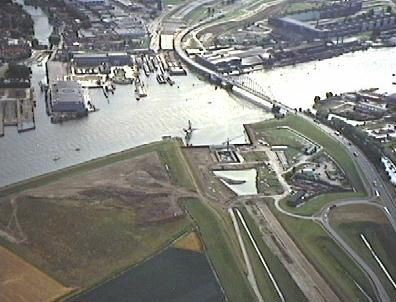
노르트강

노르트강(네덜란드어: Noord)은 네덜란드 자위트홀란트주에 위치한 강으로 라인강의 지류이며 길이는 9 km이다. 강 이름은 네덜란드어로 "북쪽"을 뜻한다. 밀물과 썰물의 영향을 받는 하천으로서 방파제를 통해 물의 양을 조절한다.
도르트레흐트에 위치한 베네던메르베더강(Beneden Merwede)이 아우더마스강(Oude Maas), 노르트강(Noord)으로 갈라지면서 발원한다. 리데르커르크, 킨데르데이크에서 렉강과 합류한 다음에 니우어마스강(Nieuwe Maas)과 합류한다.